# Monte Priaforà
Il Monte Priaforà (1.659 m s.l.m.) è una delle cime delle Prealpi vicentine, situata nel comune di Velo d'Astico.
Nota in passato col nome di Pietra Forata la montagna prende il nome da un foro naturale nella roccia di diametro superiore ai 3 metri, situato in prossimità della vetta e visibile ad occhio nudo a chilometri di distanza.

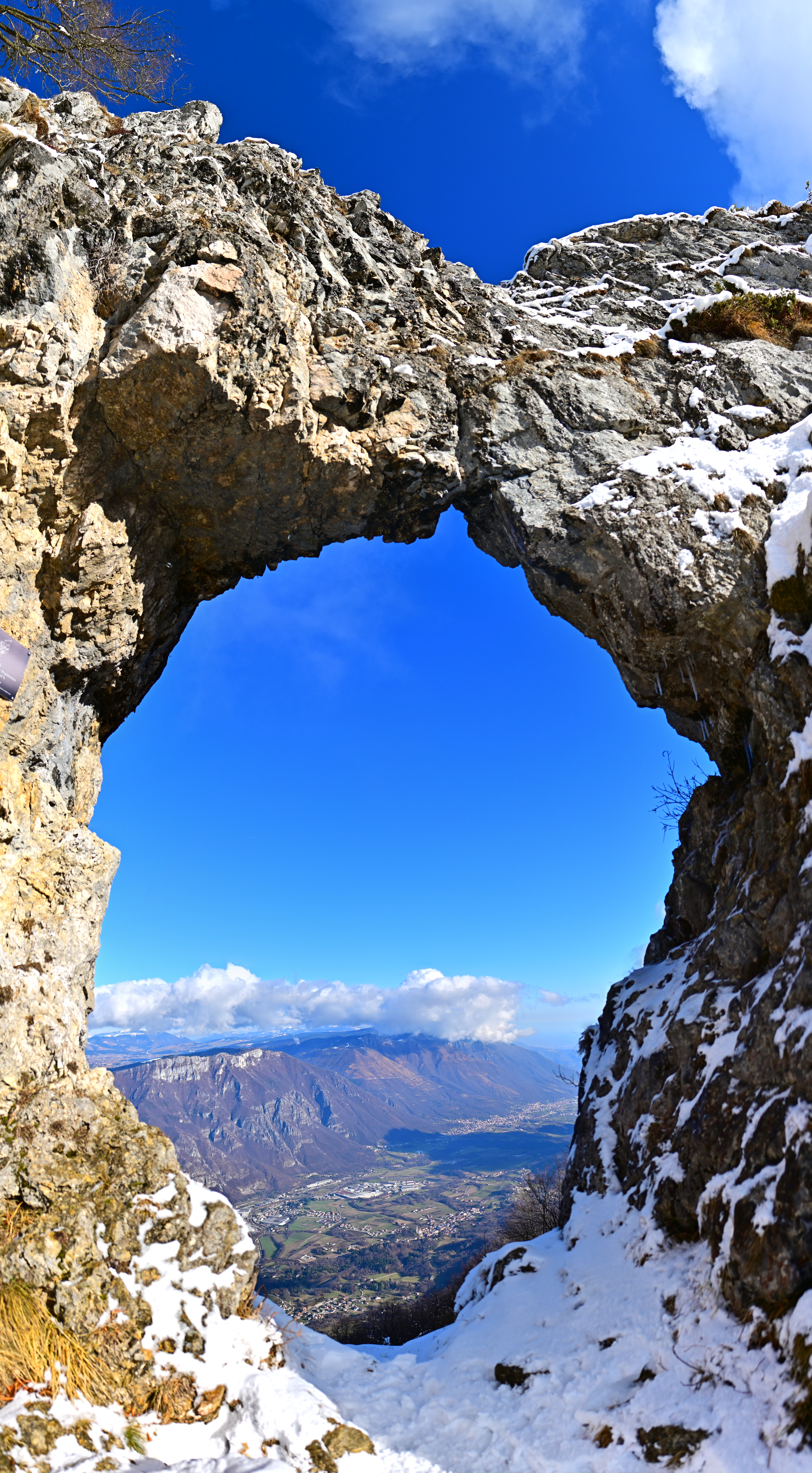
Arco naturale del Monte Priaforà.

## Geologia
Come le cime circostanti, il monte Priaforà è costituito di rocce di età triassica e giurassica. Al basamento di  dolomia principale si sovrappongono, nella zona sommitale, i calcari grigi di cui è costituito anche l'arco naturale che dà nome al monte.

## Storia

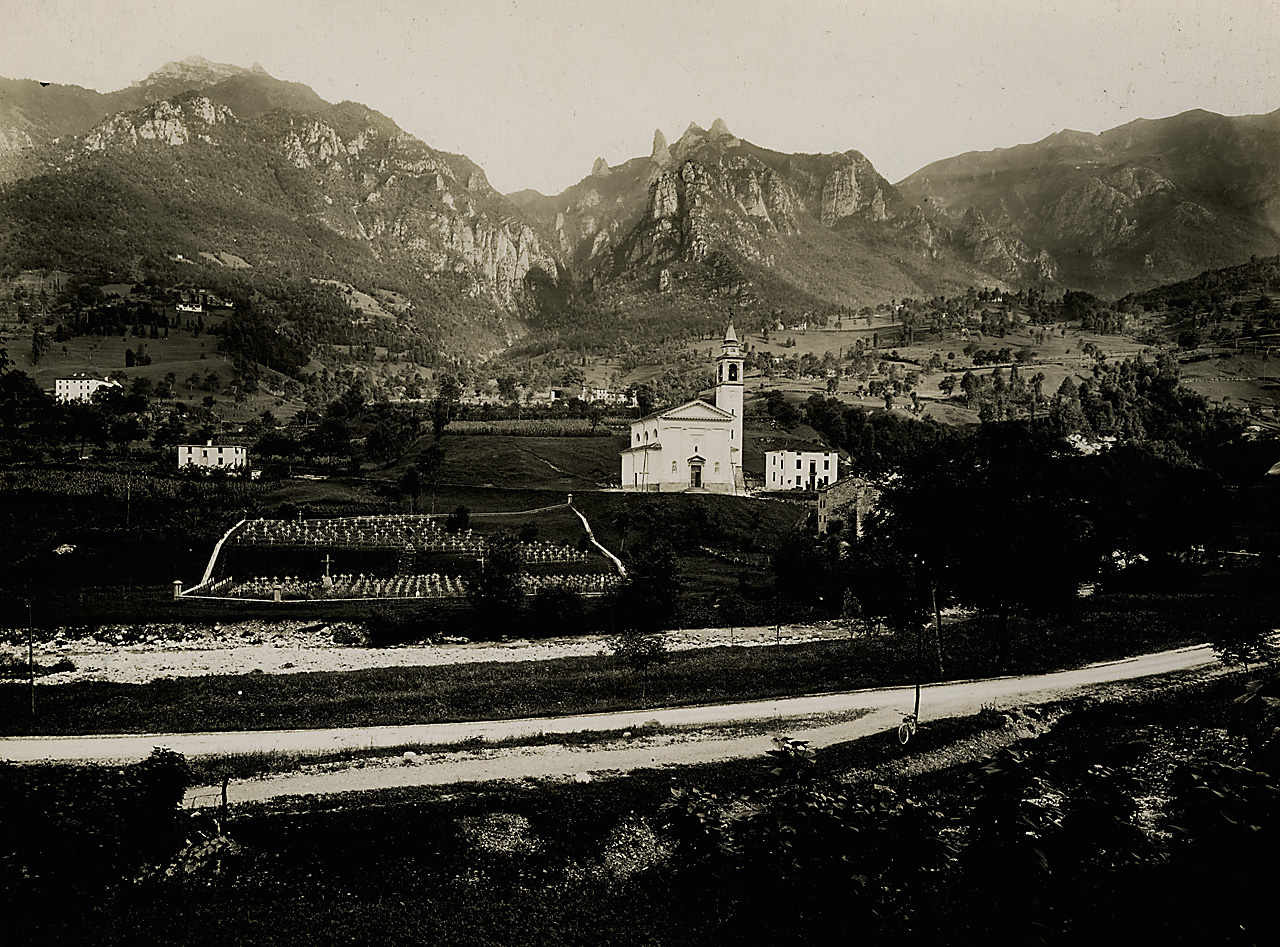
Val Posina con il cimitero di guerra a Fusine e il Monte Priaforà a sinistra.

La cima fu particolarmente contesa durante la cosiddetta Strafexpedition nella primavera del 1916. Fu conquistata dai Kaiserjäger del 1º Reggimento il 30 maggio 1916. In seguito l'avanzata austro-ungarica fu fermata dal Regio Esercito e con lo scatenarsi dell'offensiva Brusilov sul fronte orientale e il ripiegamento dell'esercito imperiale poche settimane dopo la cima fu di nuovo occupata da truppe italiane.
Per iniziativa della popolazione di Lago, frazione di Velo d'Astico, nel 1933 venne eretta sulla cima una grande croce in legno, in ricordo dei soldati che qui combatterono nel Primo conflitto mondiale. Questa, logorata e abbattuta da un fulmine nel 1950, fu ricostruita in ferro nel 1960, portata a spalle attraverso l'erto sentiero dai giovani di Lago. Abbattuta quasi subito dal vento, la croce alta 16 metri, fu ricostruita nel 1961.
Vi si celebra una festa la prima domenica di agosto di ogni anno, viene celebrata una messa a ricordo delle epiche battaglie che nel 1916 avevano insanguinato le montagne e le valli qui intorno. Successivamente la festa prosegue presso la malga Campedello, posta a 30 minuti dalla vetta, con appuntamento gastronomico e folcloristico.
La vetta si raggiunge a piedi partendo: da contrà Maso lungo il sentiero n. 466, o dal Colletto di Velo, o dal Monte Novegno; oppure con mezzi motorizzati fino a Malga Novegno.